# Assedio di Macallè
L'assedio di Macallè durò dal 15 dicembre 1895 al 22 gennaio 1896, nell'ambito della guerra di Abissinia tra il Regno d'Italia e l'Impero d'Etiopia; la piccola guarnigione italiana del forte di Enda Jesus a Macallè, al comando del maggiore Giuseppe Galliano, resistette all'assedio del principale esercito etiope, guidato dallo stesso negus Menelik II d'Etiopia, per capitolare poi dopo un accordo tra i due contendenti.

## Antefatto
La guerra tra Italia ed Etiopia era iniziata il 1º dicembre 1895, con l'attacco dell'avanguardia del principale esercito etiope, guidata dal cugino del negus ras Mekonnen Welde Mikaél, agli avamposti italiani nei pressi della montagna dell'Amba Alagi; le forze italiane presenti nella regione di Tigrè, poste al comando del generale Giuseppe Arimondi, erano piuttosto sparse tra varie guarnigioni, tra cui quella della città di Macallè era una delle principali.
Il 7 dicembre il reparto avanzato posto agli ordini del maggiore Pietro Toselli venne quasi completamente annientato nella battaglia dell'Amba Alagi; il generale Arimondi non poté fare altro che raccogliere i sopravvissuti e ripiegare su Macallè la sera dell'8 dicembre seguente. Conscio della schiacciante inferiorità numerica (l'esercito del negus contava circa 100 000 uomini, la maggioranza dei quali dotati di armi da fuoco fornite loro da Francia, Russia e dagli stessi italiani), Arimondi decise di ripiegare quello stesso giorno su Edagà Amus, più a nord, dove si andava a radunare il grosso delle truppe italiane comandato dal generale Oreste Baratieri; per trattenere l'esercito etiope e dare il tempo ai reparti di completare il ripiegamento, Arimondi lasciò indietro un piccolo distaccamento al comando del maggiore Giuseppe Galliano, con il compito di tenere il più a lungo possibile lo strategico forte costruito sul colle di Enda Yesus, poco fuori dalla città.
Il distaccamento agli ordini di Galliano comprendeva un totale di 20 ufficiali e 190 sottufficiali e soldati nazionali, e 1 150 soldati indigeni (gli àscari). Anche se il forte stesso non era stato ancora completato, la posizione di Enda Jesus era abbastanza solida; Galliano disponeva di viveri per tre mesi, ma la situazione più critica riguardava i rifornimenti d'acqua, in quanto le uniche due sorgenti presenti in zona si trovavano fuori della fortezza.

### Ordine di battaglia italiano
- III Battaglione indigeni
- V Battaglione indigeni
- 2ª Compagnia/VIII Battaglione indigeni
- Batteria artiglieria da montagna indigeni (7 BR Ret. Mont.)
- due sezioni genio
- un nucleo CC.RR.[3]

## L'assedio

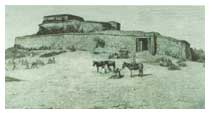
Il forte Enda Jesus in una foto dell'epoca.

Le prime truppe dell'avanguardia di Mekonnen giunsero in vista di Macallè verso il 15 dicembre; Galliano cercò di guadagnare tempo iniziando delle trattative diplomatiche con Mekonnen, ma il 20 dicembre il ras ruppe le trattative e lanciò un attacco frontale contro il forte, respinto dagli italiani. Il 7 gennaio 1896 giunse a Macallè il grosso dell'esercito etiope, ed il negus in persona assunse la direzione dell'assedio. Un nuovo attacco in forze venne lanciato la sera del 7, obbligando la guarnigione di una ridotta avanzata a ripiegare dentro al forte principale.
Il combattimento divenne più intenso nei giorni 8 e 9 gennaio, quando gli etiopi riuscirono ad impossessarsi delle sorgenti d'acqua poste fuori dal forte. Le sorgenti vennero riconquistate da un contrattacco italiano il 10 gennaio, ma definitivamente abbandonate l'11, quando gli italiani respinsero un grande assalto generale etiope; attacchi minori vennero tentati il 13 ed il 14 gennaio, ma furono nuovamente respinti. Nei loro assalti gli etiopi furono ben appoggiati dai dodici pezzi d'artiglieria a disposizione dell'esercito del negus, due catturati sull'Amba Alagi e gli altri di produzione francese: la precisione del tiro fece supporre a Galliano che vi fossero degli artiglieri europei a manovrarli.
Consapevole che la piccola guarnigione non era in grado di reggere ancora per molto, Baratieri avviò contatti con il negus per giungere ad una soluzione negoziata; Menelik stesso accettò di buon grado questi colloqui diplomatici, sperando che fossero il preludio alla stipula di un trattato di pace, a cui tuttavia il governo italiano, desideroso di ottenere una vittoria militare, si opponeva fermamente.
Il 18 gennaio Mekonnen tentò un ultimo assalto, venendo respinto; il 19 gennaio seguente, mentre si preparava a tentare una disperata sortita dal forte, Galliano ricevette un messaggio di Baratieri con il quale veniva informato dell'avvenuto accordo: in cambio della cessione del forte, il negus concedeva un salvacondotto alla guarnigione perché potesse rientrare incolume nelle linee italiane. Dopo un consiglio di guerra, l'accordo venne accettato: il 22 gennaio il forte venne sgombrato e consegnato agli etiopi.
La guarnigione italiana, con armi e cannoni, venne fatta marciare verso le linee amiche insieme all'ala destra dell'armata etiope: alcuni sostengono che questa mossa fu voluta da Menelik per evitare attacchi a sorpresa delle forze di Baratieri, utilizzando quindi la guarnigione di Macallè a guisa di scudi umani; altri sostengono che il negus volesse semplicemente proteggere gli italiani da eventuali aggressioni di reparti etiopi, esasperati dal lungo assedio. La guarnigione rientrò nelle linee italiane il 30 gennaio ad Aibà; Galliano ed i suoi ufficiali, trattenuti come ostaggi a garanzia delle trattative, vennero liberati quattro giorni dopo.